# Wojciech Grzegorzewicz
Wojciech Grzegorzewicz (ur. 23 kwietnia 1864 w Przemyślu, zm. 1 czerwca 1931 we Lwowie) – polski historyk literatury, nauczyciel, pedagog, polonista.

## Życiorys
Urodził się 23 kwietnia 1864 w Przemyślu. Kształcił się w Krakowie, studiował na Uniwersytecie Jagiellońskim, m.in. pod kierunkiem Stanisława Tarnowskiego i Lucjana Malinowskiego. Podjął pracę nauczyciela od 1 września 1891, egzamin zawodowy złożył 13 maja 1893, a 6 lipca 1894 został mianowany nauczycielem rzeczywistym. Uczył języka polskiego.
Był nauczycielem kolejno w Stryju (1897–1912) w 1909 w C. K. IV Gimnazjum we Lwowie. W 1910 pełnił funkcję kierownika oddziałów równorzędnych IV Gimnazjum, po czym od września 1910 sprawował kierownictwo C. K. Gimnazjum w Tłumaczu. W czasie I wojny światowej organizował polskie gimnazjum w Grazu. W 1916 powrócił do Lwowa. Od 1919 ponownie kierował filią IV Gimnazjum, w 1921 usamodzielnioną w IX Państwowe Gimnazjum im. Jana Kochanowskiego we Lwowie. Po przejściu na emeryturę (1929) kierował prywatnym gimnazjum M. Kistryna.
Był autorem prac z językoznawstwa i historii literatury. Opublikował m.in. dwa artykuły o dialektach mazowieckich oraz artykuły o twórczości Mickiewicza (Czas akcji w „Wallenrodzie”, O Alpuharze. Geneza postaci Halbana) i Słowackiego („Balladyna” Juliusza Słowackiego). Prace te publikował na łamach „Sprawozdań Komisji Językoznawstwa AU”, „Muzeum” i „Pamiętnika Literackiego”. Zabierał głos również jako pedagog, domagając się na łamach „Muzeum” zwiększenia liczby godzin nauczania języka polskiego na poziomie szkoły średniej (W sprawie nauki języka polskiego).
Zmarł we Lwowie i został pochowany na miejscowym cmentarzu Łyczakowskim.
Postać Wojciecha Grzegorzewicza pojawia się na kartach powieści Kornela Makuszyńskiego pt. Bezgrzeszne lata.

## Odznaczenia
- Kawaler Orderu Franciszka Józefa – Austro-Węgry (1916)[4].